# Roxy Petrucci
Roxy Dora Petrucci (Rochester; 17 de marzo de 1962) es una músico estadounidense, conocida por ser la baterista de la banda de glam metal Vixen y por ser la cofundadora junto a su hermana Maxine de Madam X.

## Biografía
Inició su carrera en 1984 cuando con su hermana Maxine Petrucci fundaron la banda de glam metal Madam X, que en el mismo año lanzaron su único álbum de estudio, We Reserve the Right. Por aquel mismo tiempo audicionó para la banda de David Lee Roth, pero sin éxito. En 1986 se integró a Vixen en donde permaneció hasta 1991, cuando el grupo se separó por la poca atención de los medios y de las casas discográficas, debido al auge del grunge. En ese mismo año y junto a Maxine revivieron Madam X, pero solo se mantuvo por pocos meses. En 1997 y junto a Janet Gardner reformaron Vixen y publicaron un nuevo disco Tangerine, pero por problemas legales con Jan Kuehnemund se separaron nuevamente.
Luego de una breve reunión con la alineación clásica de Vixen en los años 2001 y 2004, Roxy prefirió acompañar el proyecto en solitario de su hermana y también ha participado en la banda Roktopuss hasta el día de hoy. En 2012 y junto a Janet Gardner, Gina Stile y Share Pedersen crearon JSGR con la cual tocaban canciones de Vixen y también algunos covers. En diciembre de 2013 y luego de la muerte de Jan Kuehnemund, ella junto a Janet, Share y Gine refundaron la banda en honor a su fallecida fundadora.

## Discografía
| - 1984: We Reserve the Right - 2017: Monstrocity - 1988: Vixen - 1990: Rev It Up - 1998: Tangerine - 2018: Live Fire | - 2006: Titania 2016: The Heisenberg Diaries - Book A: Sounds of Future Past |